# West End (New York)
Pour les articles homonymes, voir West End (homonymie).
West End est une census-designated place du comté d'Otsego, dans l'État de New York, aux États-Unis,. En 2020, elle compte une population de 1 864 habitants.